# 安东尼奥·安杰利洛
安东尼奥·安杰利洛（義大利語：Antonio Valentín Angelillo，1937年9月5日—2018年1月5日），男，意大利足球运动员。他曾当选1958-1959赛季意甲联赛最佳射手。